# 飛鳥部常則
飛鳥部 常則（あすかべ の つねのり、生没年未詳）は、平安時代中期の宮廷絵師。名は経則とも記される。官職は左衛門少志。初期大和絵絵師の一人。
延喜・天暦の二朝に仕えたとされる。画所に出仕し、様々な制作活動を行ったことが史料上から確認できるが、真筆の作品は一切伝存していない。

## 経歴
天暦8年（954年）に村上天皇自筆の金字法華経の表紙絵を描いた。康保元年（964年）には京都御所清涼殿の南西二間（西廂南壁）に鬼を斬る白沢王の像を描き、故に以後その間が「鬼の間」と呼ばれるようになったという。天禄3年（972年）には、賀茂祭の禊で使用する牛・馬・犬・鶏の彫物の下絵を描き、完成した彫物に彩色した。その他、長和2年（1013年）3月30日に藤原道長が冷泉院で所蔵されていた常則筆の神泉苑の風景画を鑑賞し、優美であると称賛した記録がある（『小右記』）。
『古今著聞集』には、常則が描いた獅子の絵を見た犬が吠えたという逸話が載っており、世上では「常則をば大上手、（巨勢）公望をば小上手」と評されたという。また、大和絵の名手として『栄花物語』や『源氏物語』にもその名が登場する。